# 목도리갈색여우원숭이
목도리갈색여우원숭이 (Eulemur collaris)는 중간 크기의 직비원류 영장류로 여우원숭이과에 속하는 12종의 갈색여우원숭이의 일종이다. 마다가스카르 남동부에서만 발견된다. 대부분의 여우원숭이들처럼, 수목형 동물이며 네발로 움직이며, 나무와 나무 사이를 건너뛰고는 한다. 다른 갈색여우원숭이들처럼, 군집생활을 하며 주로 과일을 먹고 낮과 밤에 모두 활동적이며 성적이형성을 보이지만 모게 사회적 특징은 보이지 않는다. 이 종은 국제 자연 보호 연맹(IUCN)에 의해 멸종위기등급, "취약" 등급에 올랐으며 주로 서식지 감소로 인해 위협받고 있다.